# Dimitrie Popescu
Dimitrie Popescu (Straja, 10 de septiembre de 1961-Bușteni, 11 de noviembre de 2023) fue un deportista rumano que compitió en remo, campeón olímpico en Barcelona 1992 y campeón mundial en 1989.
Participó en cuatro Juegos Olímpicos de Verano, obteniendo en total cuatro medallas, plata en Los Ángeles 1984 (dos con timonel), plata en Seúl 1988 (cuatro con timonel) y oro y bronce en Barcelona 1992 (cuatro con timonel y dos con timonel), y el quinto lugar en Atlanta 1996 (cuatro con timonel).
Ganó cuatro medallas en el Campeonato Mundial de Remo entre los años 1985 y 1996.
Después de retirarse de la competición, en 1997 se convirtió en entrenador del equipo olímpico rumano de remo. Recibió los títulos de Maestro de Deportes y Maestro Emérito de Deportes.

## Palmarés internacional
| Juegos Olímpicos   | Juegos Olímpicos             | Juegos Olímpicos  | Juegos Olímpicos   |
| Año                | Lugar                        | Medalla           | Prueba             |
| ------------------ | ---------------------------- | ----------------- | ------------------ |
| 1984               | Los Ángeles (Estados Unidos) | Medalla de plata  | Dos con timonel    |
| 1988               | Seúl (Corea del Sur)         | Medalla de plata  | Cuatro con timonel |
| 1992               | Barcelona (España)           | Medalla de oro    | Cuatro con timonel |
| 1992               | Barcelona (España)           | Medalla de bronce | Dos con timonel    |
| Campeonato Mundial |                              |                   |                    |
| Año                | Lugar                        | Medalla           | Prueba             |
| 1985               | Malinas (Bélgica)            | Medalla de plata  | Dos con timonel    |
| 1987               | Copenhague (Dinamarca)       | Medalla de bronce | Dos con timonel    |
| 1989               | Bled (Yugoslavia)            | Medalla de oro    | Cuatro con timonel |
| 1996               | Motherwell (Reino Unido)     | Medalla de plata  | Dos con timonel    |